# Eusimonia kabiliana
Eusimonia kabiliana är en spindeldjursart som först beskrevs av Simon 1879.  Eusimonia kabiliana ingår i släktet Eusimonia och familjen Karschiidae. Inga underarter finns listade i Catalogue of Life.